# Stina Willumsen
Stina Willumsen (født 23. marts 1977) er en tidligere dansk politiker, der var medlem af Odense Byråd, valgt for SF. Fra 2010 til udgangen af 2012 var hun rådmand for Børn- og Ungeforvaltningen. Hun fik 11.349 stemmer ved kommunalvalget i 2009 og blev således kun overgået af Jan Boye og Anker Boye i personligt stemmetal. Ved nytåret 2012/13 gik hun på barselsorlov, hvorefter hendes post som rådmand blev overtaget af partifællen Brian Dybro.
Willumsen blev student fra Vestfyns Gymnasium i 1997 og cand.scient.pol. fra Syddansk Universitet i 2006. Før Willumsen blev rådmand, arbejdede hun som energipolitisk rådgiver hos Energinet.dk.
Hun blev medlem af Odense Byråd i 2001 og har bl.a. været gruppeformand og formand for kommunens §17, stk. 4-udvalg om sundhedspolitik (2005-2009), ligesom hun været medlem af Børn- og Ungeudvalget.
I sommeren 2012 meddelte hun, at hun ikke genopstiller ved kommunalvalget i 2013.